# Der schwarze Kater

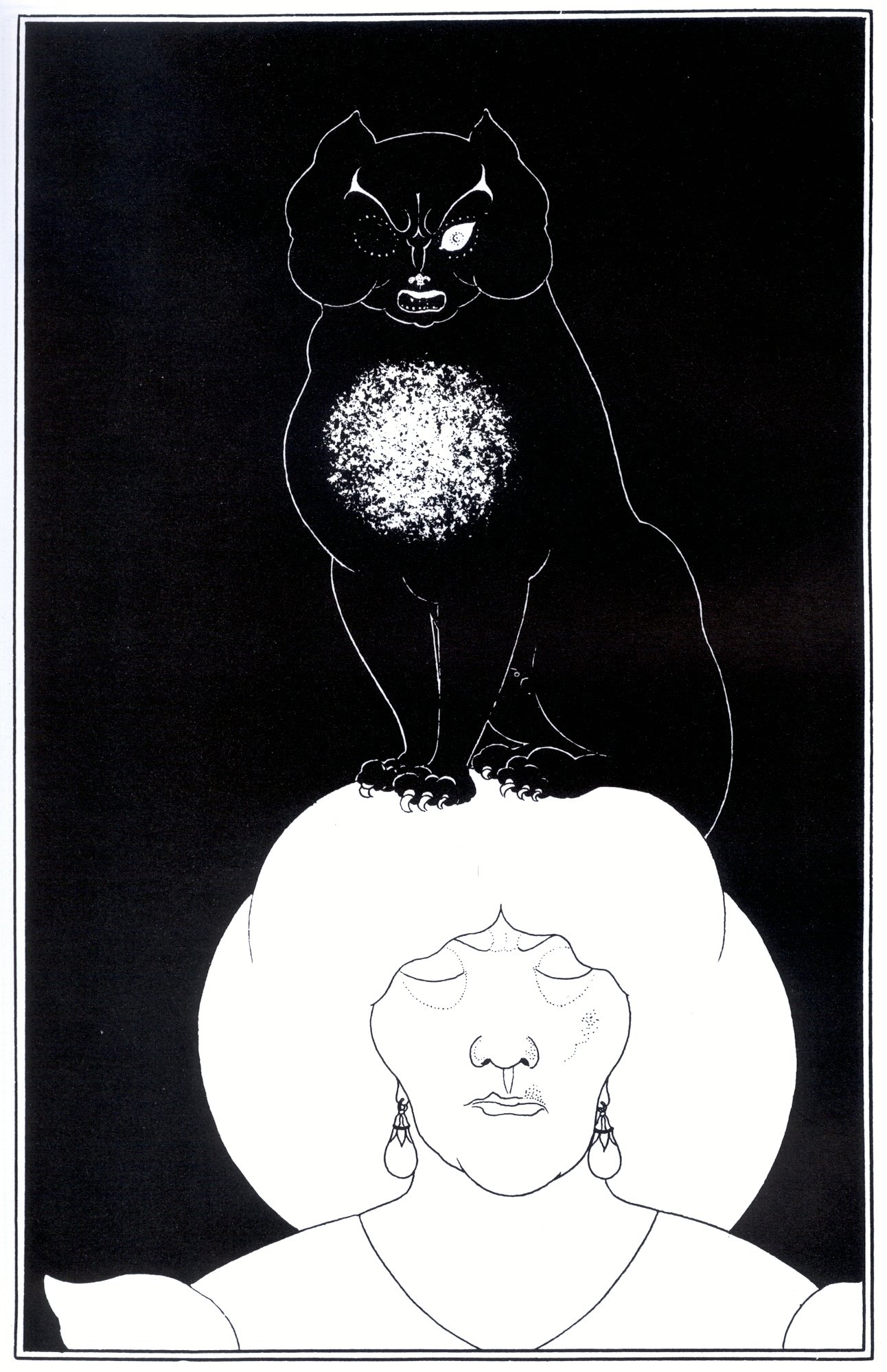
Illustration von Aubrey Beardsley, 1894

Der schwarze Kater, oder auch Die schwarze Katze, (engl. The Black Cat) ist eine Kurzgeschichte von Edgar Allan Poe. Erstmals erschien sie in der United States Saturday Post vom 19. August 1843. Sie handelt von der Wesensveränderung eines einst weichherzigen Jungen zu einem psychotischen Mörder.

## Inhalt
Der Ich-Erzähler schildert vor dem Tag der Hinrichtung, um sein Gewissen zu erleichtern, wie es zu seiner Krankheit und den Verbrechen kam:
Mit seiner Frau verbindet ihn die Liebe zu Tieren, die sie in ihrer Wohnung pflegen. Bevorzugter Liebling unter seinen Schützlingen ist der anhängliche Kater Pluto. Unter Alkoholeinfluss verwandelt sich die Zuneigung des Erzählers in Hass. Ihn überwältigt der „Geist der Perversität“:

„Die Philosophie hat sich noch nie mit diesem Dämon befasst. Doch so wahr meine Seele lebt, ich glaube, dass die Perversität einer der Grundtriebe des menschlichen Herzens ist, eine der unteilbaren Urfähigkeiten oder Gefühle, die dem Charakter des Menschen seine Richtungslinie geben. Wem wäre es nicht hundertmal begegnet, dass er sich bei einer niedrigen oder törichten Handlung überraschte, die er nur deshalb beging, weil er wusste, daß sie verboten war? Haben wir nicht beständig die Neigung, die Gesetze zu verletzen, bloß weil wir sie als solche anerkennen müssen?“

Er misshandelt nun die Tiere, sogar seine Frau und Pluto. Als er wieder einmal betrunken nach Hause kommt und der Kater ihn unbeabsichtigt beißt, sticht er ihm ein Auge aus. Die Erinnerung an die scheußliche Tat ertränkt er wieder im Alkohol und der Rausch verstärkt in einem Kreislauf seine Aggressionen. Schließlich erhängt er das Tier an einem Baum. In der folgenden Nacht bricht ein Feuer aus, alle können sich aus dem Haus retten. Auf einer Innenmauer findet man jedoch ein merkwürdiges Bild: ein Relief in Form des Katers. Um einen übernatürlichen Zusammenhang und eine Strafe für seine Taten auszuschließen, sucht der Erzähler eine natürliche Erklärung. Jemand müsse beim Ausbruch des Brandes das Tier vom Baum geschnitten und durch das Fenster ins Haus geworfen haben, um ihn zu wecken, und das tierische Alkali habe die Umrisse in den Kalk eingebrannt.
Monatelang wird der Erzähler nun in seinen Phantasien und Träumen von der Spukfigur des Katers verfolgt, beginnt aber schließlich das Tier zu vermissen und sucht nach einem Ersatz. In einer Spelunke wird er fündig, und der neue Kater, der auch einäugig ist und Pluto sehr ähnelt, wird der neue Liebling der Frau. Allerdings trägt er einen verschwommenen weißen Fleck auf der Brust, in dem der Erzähler einige Zeit später das Abbild eines Galgens zu erkennen meint. Das macht ihm Angst und er meidet das Tier. Je mehr dieses seine Nähe sucht, umso mehr hasst er es.
Als er eines Tages mit seiner Frau in den Keller steigt, kommt ihm der Kater zwischen die Füße. In sinnloser Wut schlägt er mit der Axt nach ihm. Doch die Frau fällt ihm in den Arm und rettet so das Tier. Darauf wird der Erzähler noch wütender und tötet seine Frau. Ihre Leiche mauert er in der Kellerwand ein. Die polizeilichen Nachforschungen bleiben erfolglos, auch mehrere Hausdurchsuchungen, die der Erzähler seelenruhig verfolgt. Voll prahlender Selbstsicherheit klopft er in seinem Übermut sogar mit einem Stock an das Versteck, aus dem in diesem Moment ein leises Jammern und unsägliches Geschrei ertönt. Die Polizisten öffnen die Wand und entdecken auf dem Kopf der Leiche den einäugigen Kater, der seit der Tat verschwunden ist.

## Deutsche Übersetzungen (Auswahl)
- 1856: unbekannter Übersetzer: Die schwarze Katze. In: Payne’s Miniatur-Almanach für 1856, A.H. Payne, Leipzig o. J.
- 1861: unbekannter Übersetzer: Der schwarze Kater. Scheible, Stuttgart
- um 1900: Johanna Möllenhoff: Die schwarze Katze. Reclams Universal-Bibliothek, Leipzig.
- 1901: Hedda Moeller und Hedwig Lachmann: Der schwarze Kater. J.C.C. Bruns, Minden.
- 1909: Gisela Etzel: Die schwarze Katze. Propylaen Verlag, München.
- 1922: Joachim von der Goltz: Der schwarze Kater. Rösl & Cie., München.
- 1923: Wilhelm Cremer: Der schwarze Kater. Verlag der Schiller-Buchhandlung, Berlin.
- ca. 1925: Bernhard Bernson: Die schwarze Katze. Josef Singer Verlag, Straßburg.
- 1945: Marlies Wettstein: Die schwarze Katze. Artemis Verlag, Zürich.
- 1948: Ruth Haemmerling und Konrad Haemmerling: Die schwarze Katze. Schlösser Verlag, Braunschweig.
- 1955: Arthur Seiffart: Die schwarze Katze. Tauchnitz Verlag, Stuttgart.
- 1966: Hans Wollschläger: Der schwarze Kater. Walter Verlag, Freiburg i. Br.
- 1971: Dietrich Klose: Die schwarze Katze. Reclams Universal-Bibliothek, Leipzig.
- 1976: Günther Greffarth und Gisela Tronjeck: Der schwarze Kater. Rütten & Loening, Berlin.
- 1980: Carl W. Neumann: Die schwarze Katze. Reclams Universal-Bibliothek, Leipzig.
- 1989: Günter Gensch: Der schwarze Kater. Insel-Verlag, Leipzig, ISBN 3-7351-0115-1.

## Verfilmungen (Auswahl)
- Unheimliche Geschichten, D, 1919 (Regie: Richard Oswald)
- Unheimliche Geschichten, D, 1932 (Regie: R. Oswald)
- Die schwarze Katze (Originaltitel: The Black Cat), USA, 1934 (Regie: Edgar G. Ulmer)
- Der grauenvolle Mr. X (Orig.: Tales of Terror), darin die zweite Episode The Black Cat, USA, 1962 (Regie: Roger Corman)
- Die schwarze Katze (1966) (Orig. The Black Cat), USA, 1966 (Regie: Harold Hoffman)
- Il tuo vizio è una stanza chiusa e solo io ne ho la chiave, I, 1972 (Regie: Sergio Martino)
- The Black Cat (Orig.: Gatto nero), I, 1981 (Regie: Lucio Fulci)
- Two Evil Eyes (Orig.: Due occhi diabolici), darin die zweite Episode The Black Cat, I/USA, 1990 (Regie: Dario Argento)
- Das Geheimnis der schwarzen Katze (Orig. Black Cat), USA, 2004 (Regie: Serge Rodnunsky)
- The Black Cat, Masters of Horror Season 2, Folge 11,  USA, 2007  (Regie: Stuart Gordon)